# Grace Mugabe
Pour les articles homonymes, voir Mugabe (homonymie) et Marufu.
Grace Mugabe, née Grace Marufu le 23 juillet 1965 à Benoni (Afrique du Sud), est l'épouse de l'ancien président de la République du Zimbabwe Robert Mugabe. Elle est de ce fait considérée comme la Première dame du Zimbabwe, de leur mariage en 1996 à la démission de son mari en novembre 2017.

## Biographie

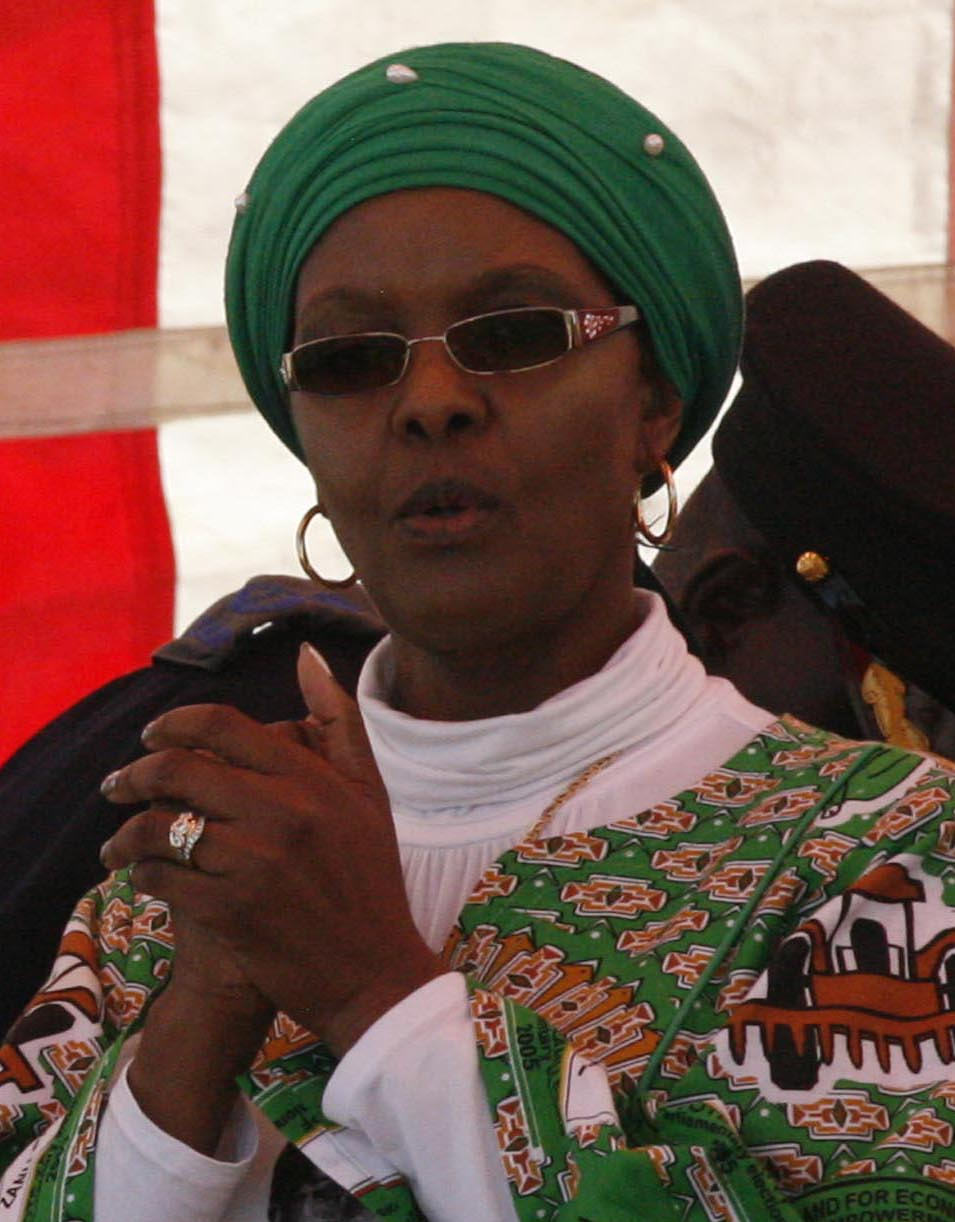
Grace Mugabe en 2013.

Ancienne dactylographe, elle se présente comme diplômée en littérature et en sociologie.
Apparaissant en politique à partir de 2012, elle est à la tête de la section féminine de l'Union nationale africaine du Zimbabwe - Front patriotique depuis 2014.
Elle est surnommée « Gucci Grace », en référence à la marque de luxe italienne, « Disgrâce », à cause de ses propos virulents et de son comportement dépensier, « la première acheteuse » ou encore « Lady Gaga », souvent décrite comme « la femme la plus détestée du Zimbabwe » et qui aurait profité du cancer de la première femme de Robert Mugabe, Sally Mugabe (morte en 1992), pour devenir sa nouvelle épouse et donc la nouvelle Première dame. En 2017, accusée d'avoir frappé un mannequin à Johannesbourg, elle obtient l'asile diplomatique afin d'échapper à la police sud-africaine. Elle a également défiguré un photographe britannique à Hong Kong.
En 2014, elle obtient après juste deux mois de thèse un doctorat de philosophie, qui lui est remis par son mari, également chancelier de l'université.
Elle est parfois présentée comme successeur potentiel de son époux à la tête du pays, critiquant alors ses autres potentiels successeurs, et ce dans un contexte où le Zimbabwe s'enfonce dans une crise économique (155e pays du monde classé à l'indice de développement, 70 % de la population sous le seuil de pauvreté). Début novembre 2017, elle manifeste son souhait de reprendre les rênes du pays. Cependant, quelques jours après a lieu un coup d'État, et elle est placée avec Robert Mugabe en résidence surveillée. Son entourage politique, des quadragénaires regroupés sous le surnom de G40, est le premier visé par les arrestations ; sa décision de déchoir le vice-président Emmerson Mnangagwa semble avoir joué dans le retournement de l'armée à l'égard de Robert Mugabe. Le 19 novembre 2017, elle est exclue du ZANU-PF. En mars 2018, elle est mise en cause pour avoir exporté illégalement de grandes quantités d'ivoire vers les États-Unis, la Chine et aux Émirats arabes unis. On lui reproche également de n'avoir pas rédigé elle-même sa thèse de sociologie.
Robert Mugabe meurt le 6 septembre 2019 à Singapour, à l’âge de 95 ans. En mai 2021, Grace Mugabe est condamnée par un tribunal traditionnel à donner cinq vaches et deux chèvres pour avoir enterré son mari d’une manière inappropriée.